# Artoriopsis
Artoriopsis este un gen de păianjeni din familia Lycosidae.
Cladograma conform Catalogue of Life:
| Artoriopsis | \| \| Artoriopsis anacardium \| \| \| \| \| \| Artoriopsis eccentrica \| \| \| \| \| \| Artoriopsis expolita \| \| \| \| \| \| Artoriopsis joergi \| \| \| \| \| \| Artoriopsis klausi \| \| \| \| \| \| Artoriopsis melissae \| \| \| \| \| \| Artoriopsis whitehouseae \| \| \| \| |
|             | \| \| Artoriopsis anacardium \| \| \| \| \| \| Artoriopsis eccentrica \| \| \| \| \| \| Artoriopsis expolita \| \| \| \| \| \| Artoriopsis joergi \| \| \| \| \| \| Artoriopsis klausi \| \| \| \| \| \| Artoriopsis melissae \| \| \| \| \| \| Artoriopsis whitehouseae \| \| \| \| |
|             | Artoriopsis anacardium |
|             | |
|             | Artoriopsis eccentrica |
|             | |
|             | Artoriopsis expolita |
|             | |
|             | Artoriopsis joergi |
|             | |
|             | Artoriopsis klausi |
|             | |
|             | Artoriopsis melissae |
|             | |
|             | Artoriopsis whitehouseae |
|             | |